# Рододендрон Эймс
Рододендрон Эймс (лат. Rhododendron amesiae) кустарник, вид рода Рододендрон (Rhododendron), семейства Вересковые (Ericaceae).
Китайское название: 紫花杜鹃.

## Ботаническое описание
Кустарник высотой 2—4 метра.
Молодые побеги густо-железисто-чешуйчатые, шиповатые или нет. 
Черешок листа 5–10 мм, чешуйчатый и шиповатый; листовая пластинка кожистая, яйцевидная, яйцевидно-продолговатая или эллиптически-продолговатая, 3–8 × 1,5–3,5 см; основание закруглено; вершина острая; нижняя поверхность бледно-зелёная, чешуйки желтовато-коричневые или коричневые; верхняя поверхность тёмно-зелёная, редко чешуевидная, опушенная вдоль средней жилки. 
Соцветие терминальное, образовано 2–5 цветками. Цветоножка 1–1,5 см, чешуйчатая, шиповатая или нет; лопасти чашечки 0,5–1 мм, округлые или треугольные, густо чешуйчатые; венчик широко воронкообразный, колокольчатый, пурпурный или темно-пурпурно-красный, внутри с глубокими красными пятнами, 3-4 см, тычинки неравной длины, 2–3,6 см, длиннее венчика. 
Цветение в мае-июне. Семена созревают в сентябре-октябре.

## Экология
Леса на высоте 2200—3000 метров над уровнем моря.

## Ареал
Китай (Сычуань).

## В культуре
Не отличается высокой зимостойкостью. В Латвии интродуцирован в 1973 году, культивируется очень редко (в Риге).